# Apple II (серія)

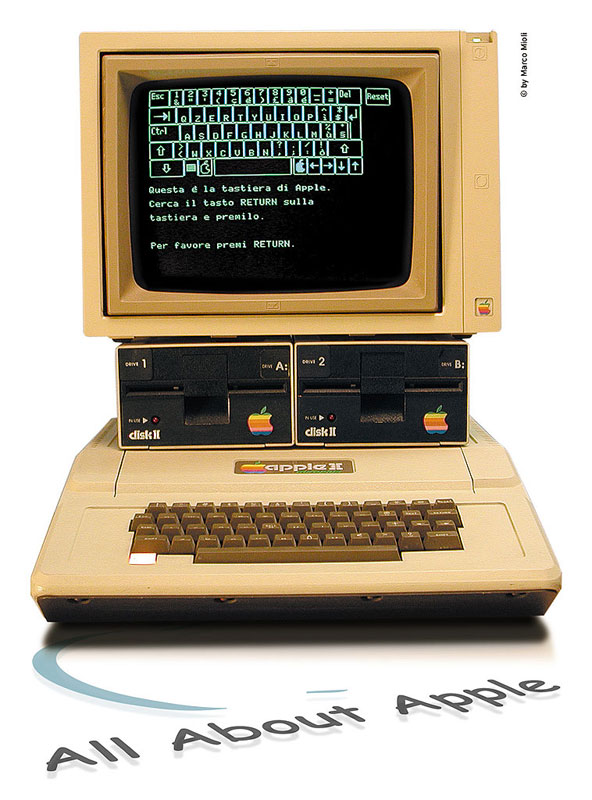
Apple II Plus з двома дисководами.

Apple II — у червні 1979 року оригінальна модель була заміщена моделлю Apple II Plus (Apple ][+), в ПЗП якої був поміщений Applesoft BASIC, розроблений Microsoft. Для попередньої моделі ця можливість надавалася у вигляді оновлення. Цей діалект підтримував операції з плавучою точкою і став стандартним діалектом Бейсіка для комп'ютерів Apple.

### Apple II Plus
Apple II Plus мав 48 КБ ОЗП, розширюване до 64 КБ за допомогою карти розширення language card, що вставляється в слот 0. Мікропроцесор MOS Technology 6502 підтримував максимум 64 КБ пам'яті, і машина з 48 КБ ОЗП досягала цієї межі, використовуючи залишилися 16 КБ під ПЗП і адреси введення / виведення. Тому, додаткова пам'ять на language card включалася замість вбудованого ПЗП, дозволяючи використовувати код, завантажений в додаткову пам'ять, тому що якби цей код був в стандартному ПЗП. Користувачі могли завантажувати код Integer BASIC на language card і перемикатися між двома діалектами Бейсіка викликом команд Apple DOS INT і FP, точно так само, як щоб на комп'ютері стояла карта розширення ПЗП. Language card також була потрібна для роботи компіляторів UCSD Pascal і FORTRAN 77, випущених Apple приблизно в той же час. Вони працювали під своєю операційною системою: — UCSD P-System, яка мала власний формат диска і містила «віртуальну машину», що дозволяло працювати на різних платформах.

### Apple IIe

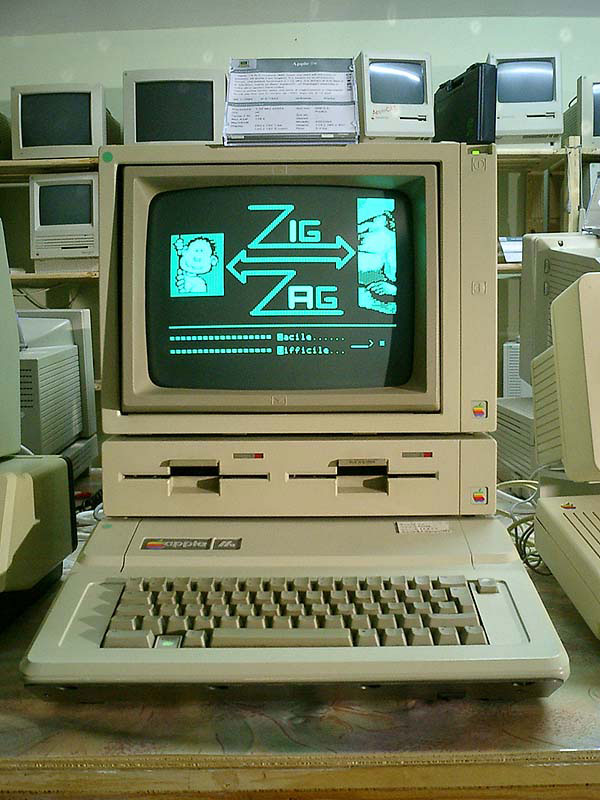
Apple / / e з накопичувачем DuoDisk і монітором Monitor //

У 1983 за Apple II Plus послідувала модель Apple IIe, здешевлена за рахунок використання нових мікросхем, але з великими можливостями, такими як відображення малих букв і 64 КБ ОЗП. Робота з пам'яттю виглядала так само як в Apple II Plus з картою language card. Ця модель випускалася у двох основних модифікаціях — спочатку Apple] [е, потім (з березня 1985 року) Apple //e (також відома під назвою Enhanced IIe, використала новіший процесор 65C02, а також нову прошивку вбудованого програмного забезпечення та знакогенератора). Своєю чергою, незначною модифікацією Enhanced IIe була модель Platinum IIe, що відрізнялася кольором корпусу і наявністю цифрової клавіатури. Різниця в написанні «][e» і «//e» відповідає оформленню тексту, висновки відповідних моделей на екран при включенні.

### Apple IIc

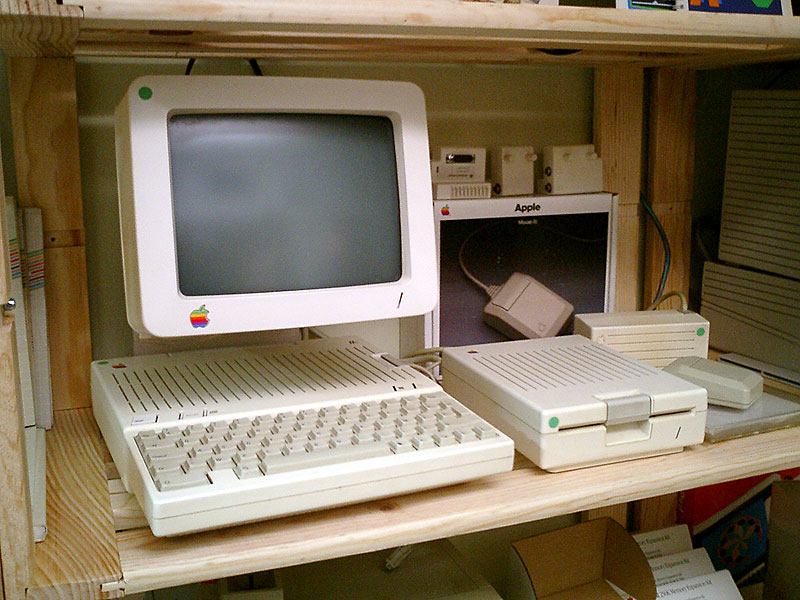
Apple IIc з додатковим накопичувачем Disk IIc

У квітні 1984 року Apple випустила Apple IIc, як «портативний» варіант Apple II (під портативністю тут розуміється можливість легко перенести комп'ютер з місця на місце. Через відсутність акумулятора і вбудованого дисплея комп'ютер не був по-справжньому портативним, в тому сенсі як цей термін розуміється зараз). Модель «IIc» навіть забезпечувалася ручкою для перенесення, яка забиралася під корпус, дозволяючи встановити комп'ютер в зручну для друку позицію.
«Apple IIc» став першою моделлю яка використовувала оновлений процесор 65C02, крім того, був вбудований дисковод, 128 КБ ОЗП, вбудований дисковий контролер (для підключення зовнішніх накопичувачів), композитний відеовихід (NTSC і PAL), послідовний порт для підключення модема і принтера, а також порт джойстика / миші. На відміну від попередніх моделей, «IIc» не мав слотів розширення.
Apple IIc, як найбільш вражаюче на той момент досягнення в галузі інформатики, експонувався і навіть був винесений на обкладинку каталогу на виставці «Інформатика в житті США», що проходила в 1987–1988 роках в СРСР. Ця виставка демонструвала успіхи США в області обчислювальної техніки, про її рівень можна судити з того, що каталог відкривався зверненням президента США Рональда Рейгана до її відвідувачам.

### Apple IIGS

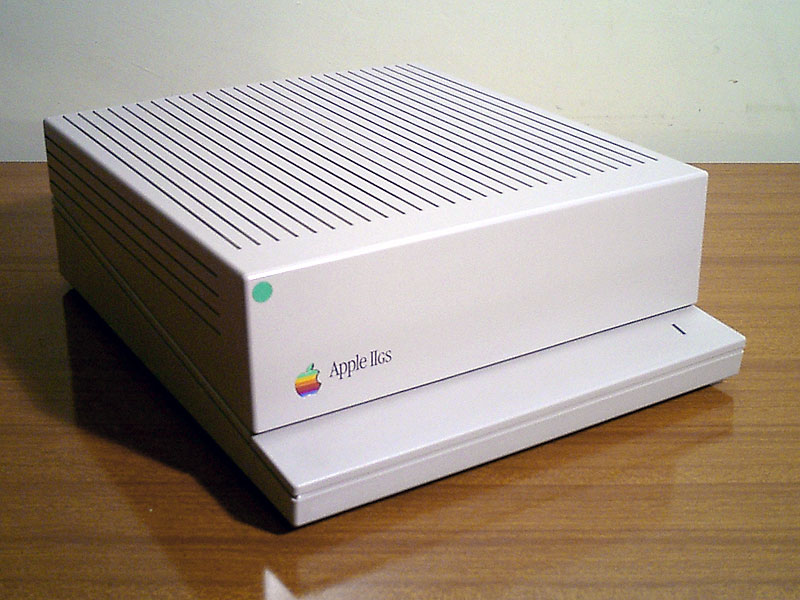
Apple II GS

У 1986 році сімейство Apple II поповнилося радикально новою моделлю — Apple II  GS.
16 — розрядний мікропроцесор 65C816 на частоті 2,8 МГц з 24-розрядною адресацією дозволяв адресувати 8 МБ пам'яті без перемикань банків пам'яті, як це було на старих моделях. Два абсолютно нових графічних режими з палітрою в 4096 кольорів; хоча лише 16 кольорів із загальної палітри в 800 (в розрізнені 640 × 200) або з палітри в 3200 (в розрізнені 320 × 200) могли використовуватися одночасно в одному рядку. При цьому унікальною особливістю Apple II  GS  була можливість задавати власне розрізнення (640 або 320 точок) для кожного рядка екрану.
Apple II  GS  стоїть осторонь від решти моделей сім'ї Apple II, але й виводить цю платформу до наступного покоління комп'ютерів, зберігаючи при цьому майже повну зворотну сумісність з усією серією. Секрет цієї сумісності — у спеціальному чипі Mega II, який містить всю функціональність Apple IIe, що, спільно з режимом емуляції 65C02 в процесорі 65C816, забезпечувало повну сумісність для існуючого програмного забезпечення.
На відміну від інших комп'ютерів родини Apple II, в конструкції Apple II  GS  використовувалася окрема від системного блоку клавіатура, що підключається по інтерфейсу ADB (сумісна також з комп'ютерами Macintosh того часу).

### Apple IIc Plus

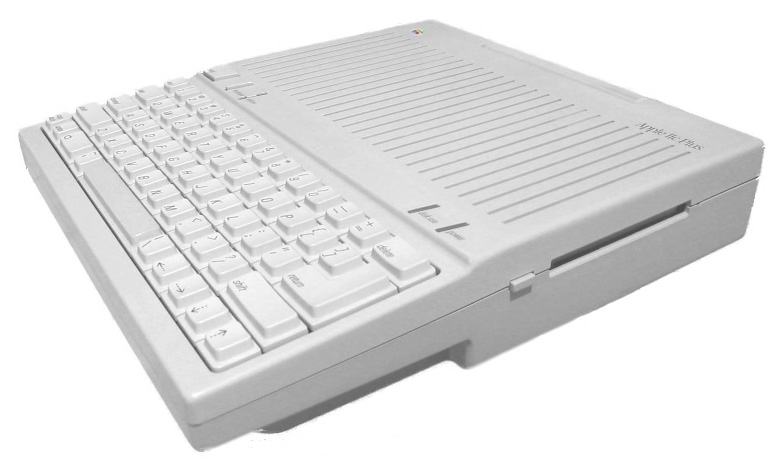
Apple IIc Plus

Останній повнофункціональний комп'ютер серії Apple II — це Apple IIc Plus, який з'явився в 1988 році. Той же розмір і форма корпуса що й у «IIc», але 5 ¼ — дюймовий дисковод замінений на 3 ½-дюймовий, блок живлення вбудований в корпус, процесор замінений на швидкий 65C02 на частоті 4 МГц; програми для 8 — розрядних Apple II працювали на ньому навіть швидше ніж на Apple II  GS.

### Apple IIe Card

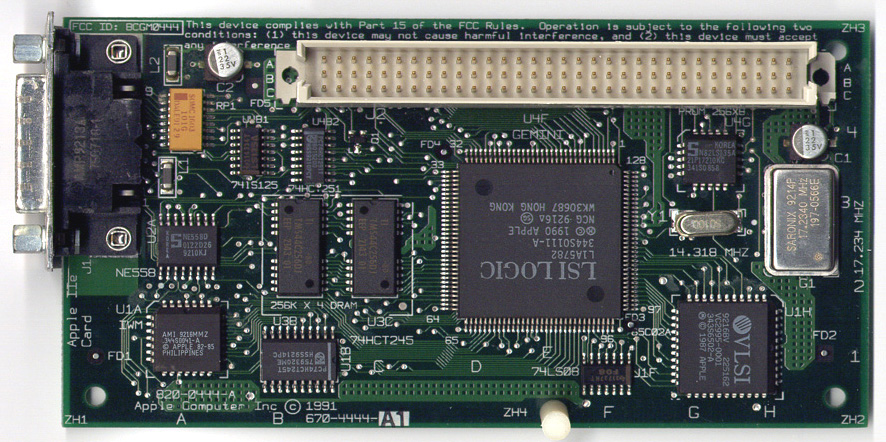
Apple IIe Card

Apple IIe Card являла собою реалізацію Apple //e на платі розширення для шини PDS, призначеної для установки в комп'ютери Apple Macintosh серії LC. З такою платою Макінтош міг працювати в режимі Apple //e. Ця плата була останнім пристроєм з архітектурою Apple II, випущеним фірмою Apple Computer.

## Клони
Як і IBM PC, Apple II був часто клонований, як в Сполучених Штатах, так і за їх межами. Багато з них мали «фруктові» імена (наприклад, «Pineapple»), з тим щоб показати спорідненість з оригіналом.
У Болгарії з 1982 року вироблялась серія комп'ютерів «Правец 8» — практично повний клон Apple II, включаючи навіть форму корпусу.
У Радянському Союзі був розроблений і досить довгий час (1984–1990 рр..) вироблявся комп'ютер «Агат» — клон Apple II на радянській елементній базі, частково сумісний з оригіналом.